# Aerogél

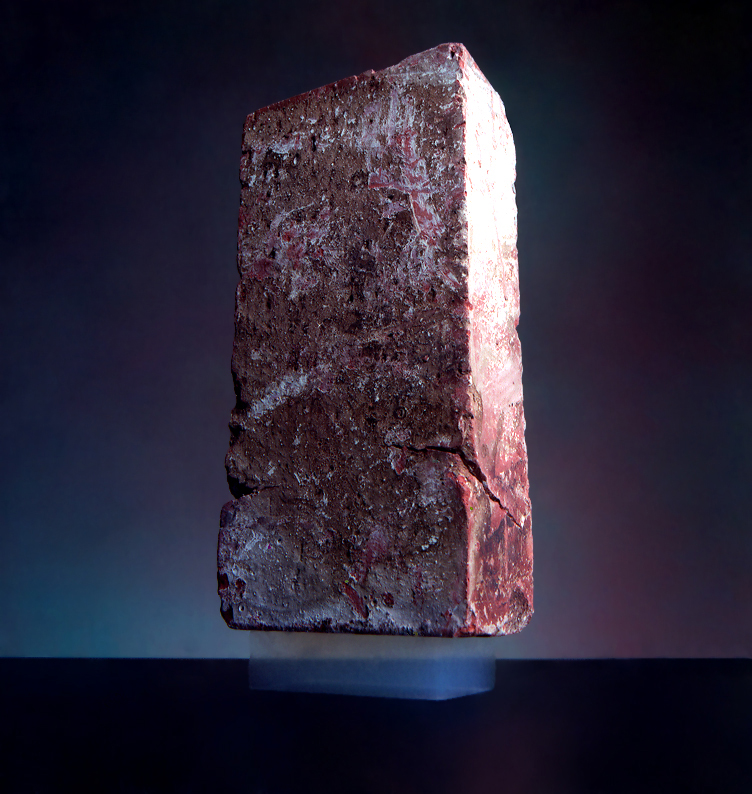
2,5 kilogrammos tégla 2,38 gramm tömegű aerogélen

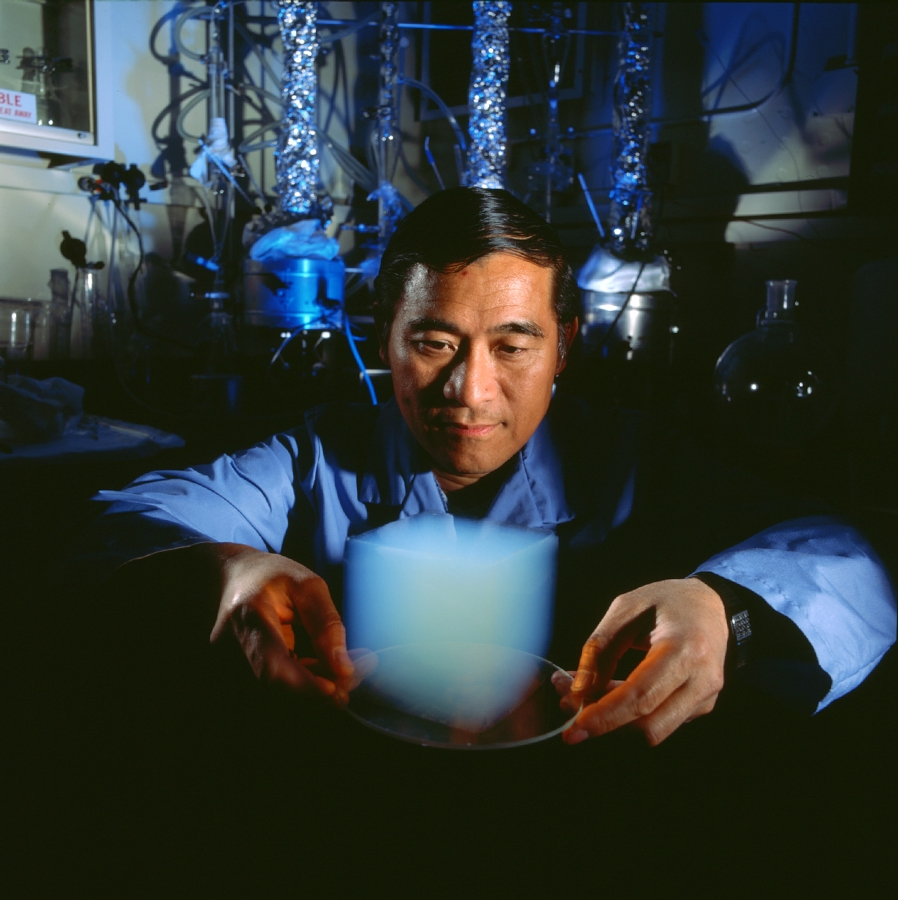
Peter Tsou (NASA) aerogélt tart a kezében

Az aerogél nagyon alacsony sűrűségű, szilárd anyag, amely gélből származik, a folyékony komponenst gáznemű anyaggal cserélve ki. Az eddig ismert legalacsonyabb sűrűségű, szilárd anyagnak tartják, amely számos különleges fizikai tulajdonsággal bír (például szigetelőként). Áttetsző volta és belső fénytörése miatt angolul nevezik fagyott füstnek (frozen smoke), szilárd füstnek (solid smoke) és kék füstnek (blue smoke) is, ezek a nevek magyar nyelvben nem terjedtek el (maga az aerogél is alig ismert). Bár külsőre tényleg olyan, mintha kék füstből vágtak volna ki egy darabot, érintésre a polisztirolhoz hasonlít.
Először Steven Kistler készített aerogélt 1931-ben, miután fogadott Charles Learneddel, hogy képes a zselében a folyadékot gázzal kicserélni, anélkül hogy a zselé összeroskadna. Az első ilyen gélek szilikagélek voltak. Azóta bebizonyosodott, hogy aerogélt számos különböző anyagból lehet készíteni. Már Kirstler a szilícium-dioxidon kívül alumínium-oxiddal, króm-oxiddal és ón-dioxiddal is kísérletezett.
Érintésre az aerogél könnyű, de szilárd hab érzetét kelti. Neve ellenére száraz, és fizikai tulajdonságai teljesen elütnek a gélekétől. Könnyű nyomás nem hagy rajta nyomot, erős nyomás azonban maradandó mélyedést képezhet rajta. Nagyon erős nyomásra struktúrája radikálisan reagál és az aerogél üvegként törik darabokra.
Ez utóbbi tulajdonsága ellenére az aerogél strukturálisan rendkívül erős, és saját súlyának kétezerszeresét is képes megtartani. Ez dendritikus mikrostruktúrájának köszönhető, amelyben a 2-5 nanométer nagyságú, gyűrű alakú részecskék csomókba tömörülnek, nagyon porózus, majdnem fraktális szerkezetet létrehozva, amelynek pórusai 100 nanométernél kisebbek.

## Definíció
Az aerogél definíciója az IUPAC megfogalmazásában: olyan gél, amelyben mikropórusos, szilárd anyag a diszpergáló közeg, a szétoszlatott anyag pedig gáz.

## Felhasználása
Az aerogél változatos feladatokra alkalmazható. Elterjedten használják őrlemény formájában nagy méretű tetőablakok és átlátszó épületelemek hőszigeteléséhez. Nagy energiájú lézerek elnyeletéséhez is használható.
A nanostruktúra miatt tényleges felülete óriási, így katalizátorok hordozójaként és elnyelető anyagként is alkalmazható. Használják kozmetikumok és festékek sűrítőanyagaként.

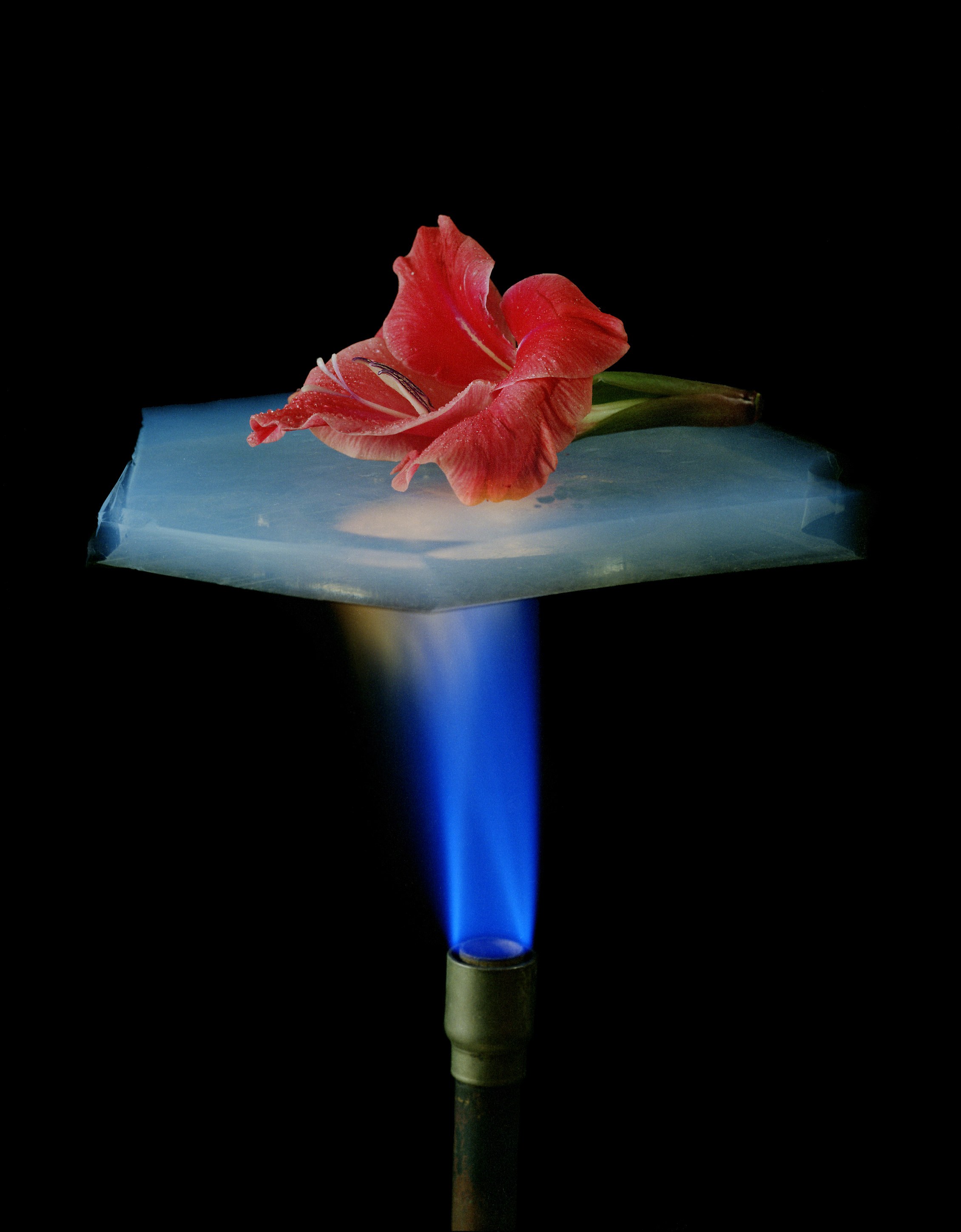
Példa a hőszigetelő képességre: egy vékony aerogél lemez is meg tudja védeni a virágot a lenti gázlángtól

2000 körül állítottak elő hajlékony aerogélt, amikor szálakat is kevertek az anyagba. Így alkalmazási területei még szélesebbé váltak.
Az egyik ismertebb felhasználása, amikor a NASA Stardust űrszondája a Wild-2 üstökös kómájából port gyűjtött be segítségével, és azt visszajuttatta a Földre.
A szén alapú aerogél jól használható szuperkondenzátorok előállításához. Az aerogél nagy felülete miatt az ilyen kondenzátor 2000-5000-szer kisebb lehet a hagyományosnál.
A Dunlop cég teniszütők belső merevítéséhez alkalmazza.

## Előállítása
Az aerogéleket a zselatinos édességekhez hasonlóan készítik. Amikor zselatinos édességet készítenek, a zselatint feloldják meleg vízben, majd az oldatot lehűtik. A hűtés hatására a keverék gél állapotúvá válik. A gélt a zselatin hatszögesen (kaptárszerűen) elhelyezkedő, vékony falú molekulái alkotják, a köztük lévő teret pedig víz tölti ki. Ha el lehet párologtatni a vizet az édességből, akkor csak a kaptárszerű fehérjehálózat marad vissza nagyon könnyű szilárd anyag formájában. Azonban a víz zselatinból való elpárologtatásakor a víz és a szilárd hálózat közötti erős vonzóerők miatt a hálózat általában összezsugorodik.
Az SEAgel fantázianevű aerogél úgy készül, hogy agaragart víz és szerves oldószer elegyében oldanak, majd lehűtik az oldatot. Hűtés után az anyag zselatinszerű lesz. Ugyancsak a zselatinhoz hasonló az, hogy ha ebből az anyagból próbálnák meg elpárologtatni a vizet, akkor az agar összezsugorodik. Azonban a gél fagyasztásos szárításnál nem zsugorodik.
A fagyasztásos szárításnál (liofilizálásánál) először megfagyasztják a gélt, így rögzítik alakját, majd a fagyasztott gél víztartalmát vákuumban elszublimáltatják. Ezután az agar finom kaptárszerű szerkezetének lyukaiban levegő marad. A létrehozott anyagot pontosabb lenne habnak nevezni, azonban az aerogél név terjedt el leginkább.
A SEAgel sűrűsége 1,5 g/dm³ körül van, összehasonlításképpen a szén-dioxidé 1,9 g/dm³. Ez a sűrűségkülönbség lehetővé teszi egy érdekes kísérlet elvégzését, amelyben a SEAgel egy szén-dioxiddal megtöltött üvegkádban úszik, látszólag a „semmin úszik”.
Mivel a szilárd anyagok közül az aerogélek hőszigetelése a legjobb, ezért egyre több cég kezdi el hűtő/melegítő eszközökben használni.